# Залізна людина (фільм)
«Залізна людина» (англ. Iron Man) — американський фантастичний супергероїчний фільм про героя коміксів Marvel Тоні Старка та його alter ego — Залізну людину. Розробка стрічки проводилась ще з 1990 року компаніями Universal Studios, 20th Century Fox та New Line Cinema, проте робота закипіла лише, коли до справи взялись Marvel Studios. Прем'єра відбулась 14 квітня 2008 року в Сіднеї. В Україні фільм вперше показали 30 квітня. У прокаті фільм зібрав 585 133 287 доларів, а продажі на DVD у США склали 162 436 764 долари при кошторисі в $140 млн. Продовження історії — «Залізна людина 2» — вийшло на екрани кінотеатрів в Україні 29 квітня 2010 року.

## Сюжет
Тоні Старк, винахідник і засновник корпорації «Старк Індастріз», що промишляє продажем зброї, оточений славою і багатством, продовжує роботу свого батька Говарда Старка. Відомий на весь світ, він манірний та самозакоханий. Старк навіть нехтує церемонією чергової нагороди, розважаючись в казино. Репортерка Крістін Евенхарт з журналу Vanity Fair знайомиться з ним, бачачи його ставлення до асистентки Вірджинії Пеппер Поттс як до простої прислуги. Згодом Тоні Старк вирушає в Афганістан на презентацію нової ракетної системи «Єрихон». Несподівано на нього нападають терористи з використанням його ж зброї та беруть у полон.
Старк опиняється в одній камері з професором Їнсеном, котрий рятує Тоні від поранення в серце, вжививши у груди електромагніт. Терористи з угрупування «Десять кілець» вимагають аби учені сконструювали для них «Єрихон» в обмін на звільнення. В таборі зловмисників Старк розуміє, що ті озброєні його винаходами. Тоні, вдаючи ніби робить ракету, конструює костюм «залізної людини», щоб утекти й виправити те зло, що було зроблено його зброєю. Як джерело енергії він збирає термоядерний реактор холодного синтезу, який також живить електромагніт в тілі. Йому вдається зруйнувати табір терористів і втекти, а Їнсен гине, допомагаючи Тоні.
По поверненню на батьківщину Старк оголошує, що припиняє виробництво зброї, натомість береться вдосконалювати термоядерну енергетику. Колишній власник «Старк Індастріз» Обедайя Стейн обурений цим. Старк створює нову «залізну людину» — костюм, що дає змогу літати, битися і збільшує фізичну силу. Навчившись керувати костюмом, Тоні Старк береться знищити свою зброю скрізь, де її використовують для завоювання і терору. Та скоро ВПС США помічають «залізну людину» і розцінюють як вірогідного ворога. Тоні доводиться вигадувати виправдання перед своїм другом підполковником Роудсом. Під загрозою смерті йому доводиться виказати Роудсу, що він і є «залізною людиною». Обедайя довідується від лідера терористів Рази як Старк утік від нього. Він укладає з Разою угоду — створює бойові костюми, а терорист їх купує. Однак, Стейн підступно викрадає всі напрацювання, щоб самому володіти армією «залізних людей».
Вірджинія довідується чим тепер займається Старк і вирішує піти від нього. Тоні нарешті розуміє, що йому важко без неї. Та асистентка натрапляє на докази злочинних планів Обедайї та викрадає його секретну інформацію. Стейну доповідають — для його армії необхідні мініатюрні реактори, яких неможливо сконструювати без знань Тоні. Тому він паралізує Старка і виймає з його грудей реактор. Лиходій в костюмі вирушає вбити Вірджинію, але Старк попри його сподівання користується старим реактором і встигає на допомогу. Залізна людина заманює Обедайю у верхні шари атмосфери, де той обмерзає і втрачає керування костюмом. Обоє падають на штаб-квартиру «Старк Індастріз», але реактор Старка виснажений. Він просить Вірджинію перевантажити прототип більшого реактора. Викид енергії з нього вражає Стейна і вбиває його.
Для Тоні підготовляють алібі, але на конференції він публічно заявляє, що він — Залізна Людина. У кінці фільму глава супергеройської організації «Щит» Нік Ф'юрі запрошує його до команди захисників світу «Месники».

## Акторський склад
| Актор                   | Роль                        |
| ----------------------- | --------------------------- |
| Роберт Дауні (молодший) | Ентоні Старк/Залізна Людина |
| Гвінет Пелтроу          | Вірджинія Паттс             |
| Терренс Говард          | Джеймс Роудс                |
| Джефф Бріджес           | Обедайя Стейн               |
| Шон Тоуб                | доктор Їнсен                |
| Фаран Таїр              | Раза                        |
| Пол Беттані (голос)     | Д.Ж.А.Р.В.І.С.              |
| Леслі Бібб              | Крістін Евенхарт            |
| Кларк Грегг             | Філліп Коулсон              |
| Джон Фавро              | Геппі Гоган                 |
| Ахмед Ахмед             | Ахмед                       |
| Назанін Бон'яді         | Аміра Ахмед                 |
| Семюел Лірой Джексон    | Ніколас Джозеф Ф'юрі        |
| Том Морелло             | терорист                    |
| Джим Крамер             | камео                       |
| Стен Лі                 | камео                       |

## Саундтрек
Автор музики до кінофільму — Рамін Джаваді.

### Композиції
| #   | Назва                                                                                               | Тривалість |
| --- | --------------------------------------------------------------------------------------------------- | ---------- |
| 1.  | «Їзда з головою вниз (Driving With The Top Down)»                                                   | 3:10       |
| 2.  | «Залізна людина (Iron Man)»                                                                         | 1:05       |
| 3.  | «Торговець смертю (Merchant of Death)»                                                              | 2:15       |
| 4.  | «Двері (Doors)»                                                                                     | 1:51       |
| 5.  | «Дрібниці, щоб убити принца (Trinkets To Kill a Prince)»                                            | 3:08       |
| 6.  | «Марк Перший (Into the Garden)»                                                                     | Mark I     |
| 7.  | «Пожежник (Fireman)»                                                                                | 2:09       |
| 8.  | «Відпустку закінчено (Vacation's Over)»                                                             | 3:35       |
| 9.  | «Золоте яйце (Golden Egg)»                                                                          | 4:13       |
| 10. | «Прокляте дитя (Damn Kid)»                                                                          | 1:13       |
| 11. | «Марк Другий (Mark II)»                                                                             | 2:49       |
| 12. | «Залізна людина (Iron Man)»                                                                         | 3:33       |
| 13. | «Ґульміра (Gulmira)»                                                                                | 4:06       |
| 14. | «Це відбитки від куль? (Are Those Bullet Holes?)»                                                   | 2:00       |
| 15. | «Секція 16 (Section 16)»                                                                            | 2:34       |
| 16. | «Залізний Мангер(Iron Monger)»                                                                      | 4:45       |
| 17. | «Плазмовий реактор (Arc Reactor)»                                                                   | 3:56       |
| 18. | «Інституціоналізація (Institutionalized) - пісня гурту Suicidal Tendencies лунає на початку фільму» | 3:49       |
| 19. | «Залізна Людина - версія 1966 року, не була використана в фільмі»                                   | 0:21       |

## Кінокритика
- На сайті Rotten Tomatoes кінофільм отримав рейтинг у 94 %.[19]
- На сайті Metacritic «Залізна людина» отримала оцінку в 79 %.[20]
- За думкою Роджера Еберта, «Залізна Людина» входить у двадцятку найкращих фільмів 2008 року. Для актора Роберта Дауні молодшого цю роботу він назвав «тріумфальним поверненням».[21]

## Нагороди та номінації

### ПреміяОскар(2009)
- Найкращий монтаж звуку (номінант)
- Найкращі візуальні ефекти (номінант)

### ПреміяBAFTA(2009)
- Найкращі візуальні ефекти (номінант)

### ПреміяMTV Movie Awards(2008)
- Найкращий фільм (номінант)
- Найкращий фільм літа (переможець)
- Найкраща чоловіча роль — Роберт Дауні мол. (номінант)[22]

## Касові збори
Під час показу в Україні, що розпочався 30 квітня 2008 року, протягом перших вихідних фільм демонстрували на 77 екранах, що дозволило йому зібрати $450,763 і посісти 1 місце в кінопрокаті того тижня. Фільм опустився на другу сходинку українського кінопрокату наступного тижня, хоч досі демонструвався на 77 екранах і зібрав за ті вихідні ще $176,686. Загалом фільм в кінопрокаті України пробув 9 тижнів і зібрав $828,937, посівши 20 місце серед найбільш касових фільмів 2008 року.

## Відеогра
За мотивами фільму у 2008 році вийшла однойменна гра.